# Tlogowaru (Kedungkandang)
Tlogowaru is een bestuurslaag in het regentschap Malang van de provincie Oost-Java, Indonesië. Tlogowaru telt 5636 inwoners (volkstelling 2010).